# Phobetron pithecium
Phobetron pithecium (на английски: hag moth) е вид молец от семейство Limacodidae. Ларвата му е известна като monkey slug.

## Развитие
Едно поколение годишно се случва на север, но две или повече се случват в южната част на САЩ.

### Ларва
Ларвата е отличителна, без близки аналози, въпреки че може да бъде объркана с космат паяк или остатъци от листа. Имитацията на по-заплашителен вид, какъвто е тарантулата, е вид защита за ларвата. Ларвата има девет двойки къдрави издатини от сплесканото тяло с различна дължина, всяка плътно покрита с косми. Третата, петата и седмата проекция често са по-дълги от останалите. Известно е, че гъсеница ужилва, въпреки че реакциите могат да варират. Подобно на всички лимакодиди, краката се скъсяват и пролегите се свеждат до вендузи. „Ръцете“ могат да паднат, без да навредят на гъсеница. Ларвите са с дължина 1,5 – 2,5 сантиметра.
- Ларва през август, Мичиган
- Ларва отдолу с видими малки крака
- Ларва върху портокалово дърво
- Хранеща се ларва

### Какавида
Този вид се какавидира в пашкул с чашовидна форма и кръгъл люк за изход.

### Имаго
Възрастният молец има размах на крилата до 3 см. Мъжкият има полупрозрачни крила, а женската е сивокафява и сива, с жълти впръсквания на краката. Женската летяща имитира пчела, пълна с поленови торбички, а мъжкият имитира оса.
- Възрастен молец, Флорида
- Женски индивид с мимикрия

## Хранене
Ларвите живеят от долната страна на листата и се хранят с различни широколистни дървета и храсти, като ябълка, ясен, бреза, череша, кестен, дрян, хикори, дъб, райска ябълка, орех и върба.